# Arduine
Die Arduine waren im frühen Hochmittelalter ein bedeutendes italienisches Adelsgeschlecht. Sie beherrschten die Markgrafschaften Turin und Susa, die nach ihrem Aussterben im Erbweg an das Haus Savoyen übergingen.

## Geschichte

Das Königreich Italien (781–1014)

Die Arduine sind die Nachkommen eines fränkischen Ritters Arduin (Hardouin). Sein Enkel Arduin Glabrio war einer der drei Adligen, die von König Berengar II. bei der Neuordnung der feudalen Strukturen eine der neu geschaffenen Markgrafschaften übertragen bekam, in diesem Fall die Markgrafschaft Turin oder „marcia arduinica“ mit den Gebieten Auriate, Turin, Asti, Albenga und wohl auch Bredulo, Alba und Ventimiglia sowie die Markgrafschaft Susa. Die beiden anderen Markgrafen waren Aleram, Graf von Vercelli, für Westligurien („Marca Aleramica“) – siehe Aleramiden – und Otbert I. für die Otbertinische Mark – siehe Obertenghi.
Die bekanntesten Angehörigen der Familie sind Markgraf Odalrich-Aginfred (früher oft mit Odalrich-Manfred übersetzt) und seine beiden (Erb-)Töchter Adelheid von Susa und Irmgard von Turin, die mit zwei deutschen Adligen verheiratet wurden, dem Herzog Hermann IV. von Schwaben (1030–1038) und einem seiner Nachfolger, dem Herzog Otto III. von Schwaben (1048–1057), mit dem Ziel Oberitalien näher an das Kaiserreich zu binden. Irmgard tritt darüber hinaus noch als Ehefrau von Ekbert I., Markgraf von Meißen auf, Adelheid (aus ihrer dritten Ehe mit Graf Odo von Savoyen) als Mutter der Kaiserin Bertha von Turin.
Das Erbe der Familie fiel durch diese dritte Ehe Adelheids an das Haus Savoyen und wurde damit zum Kern des savoyischen Besitzes in Oberitalien und damit zum Ausgangspunkt des savoyischen Königtums.

## Stammliste
1. Arduin, fränkischer Ritter in der Normandie
  1. Roger (Rotgerius, Ruggero), 902/915 Graf von Auriate (im Gebiet von Cuneo und Saluzzo), von Graf Rodulf von Auriate († nach 21. April 902) zu seinem Stellvertreter und dann zu seinem Nachfolger eingesetzt; ⚭ NN, dessen Witwe
    1. Roger, Graf, † vor 3. September 962, er oder sein Vater treten um 935 in das Kloster Novalesa-Breme ein
      1. Guntilda, kauft 962 die Hälfte von Castello di Mosezzo; ⚭ I Maginfred von Mosezzo, Graf von Lomello, 941/955 bezeugt; ⚭ II vor 3. September 962 Amadeus (Haus Burgund-Ivrea)

    2. Arduin Glabrio (Arduin der Kahle), † nach 4. April 976, Graf von Auriate, vertreibt 940/945 die Sarazenen aus dem Valle di Susa, 945 am Hof von König Lothar und Berengar II., vor 13. November 950 Graf von Turin, 950 Vogt von Kloster Novalesa-Breme, vor Januar 964 Markgraf von Turin, wohl am 5. September 976 Graf von Pavia, auch Begründer der Markgrafschaft Susa
      1. Maginfred (Manfredo), † vor 1001, Markgraf; ⚭ vor 8. März 991 Prangarda, Tochter von Graf Adalbert-Atto von Reggio, Modena und Mantua (Haus Canossa)
        1. Odalrich-Maginfred (Odelricus dictus Mainfredus), wohl 1001 Markgraf von Turin, Herr von einem Drittel Valle di Susa, 31. Juli 1001 von Kaiser Otto III. einschließlich Immunität bestätigt, gründet 1028 das Kloster Santa Maria di Caramagna, und 1029 San Gusto di Susa, begraben im Duomo di San Giovanni in Turin; ⚭ vor 1014 Gräfin Berta, † nach 4. November 1037, Tochter von Markgraf Oberto (Obertenghi)
          1. Adelheid, Gräfin, Erbin der Markgrafschaften Turin und Susa, † 19./27. Dezember 1091 in Canischio; ⚭ I um 1036 Hermann IV., Herzog von Schwaben, 1036 Markgraf von Turin, † 28. Juli 1038 bei Mailand (Babenberger); ⚭ II vor 29. Januar 1042 Markgraf Heinrich, wohl Markgraf von Westligurien (Liguria Occidentale) 20. Mai 1042/9. Juni 1044 Markgraf von Turin (Aleramiden); ⚭ III um 1045/50 Odo Graf von Maurienne und Chablais, dann Graf von Savoyen, 1045/50 Markgraf von Turin, † 1. März 1060 (vielleicht auch nur vor dem 21. Mai 1060) Haus Savoyen – Adelheid und Odo sind die Eltern der Kaiserin Bertha von Turin
          2. Sohn, wohl Graf von Monbardone, † vor 1034, vielleicht auch noch am 23. Dezember 1035 bezeugt
          3. Irmgard (Imilla), † zwischen 3. Dezember 1077 und 29. April 1078, Gräfin, Herzogin; ⚭ I um 1036 Otto, Graf von Schweinfurt, Markgraf des Nordgaus, 1048 Herzog von Schwaben, † 28. September 1057 (Haus Schweinfurt); ⚭ II 1058 Ekbert, Graf von Braunschweig, 1057 Markgraf von Friesland, 1067 Markgraf von Meißen, † 11. Januar 1068 (Brunonen)
          4. Berta, 1065 Gräfin; ⚭ Markgraf Teto (Teoto), † vor 1064 (Aleramiden)

        2. Adalrich (Alricus), X 7. Dezember 1036 bei Campo Malo, 1008 vor dem 2. Oktober Bischof von Asti
        3. Odo, 1014 Graf, 1016 Markgraf, 1014/29 bezeugt
        4. Hugo, 1029 Markgraf
        5. Atto, 1029 bezeugt
        6. Wido, 1029 Markgraf
          1.  ? Prangarda, 1029 bezeugt; ⚭ Obizzo di Biandrate, Graf von Vercelli, † vor 1029

      2. Arduin, 1029 „patruus“ von Odalrich-Maginfred, wohl Stifter des Klosters San Michele della Chiusa, das 1039 die kaiserliche Bestätigung erhält
      3. Alsina (Anselda), 981/93 bezeugt; ⚭ Pfalzgraf Giselbert, Graf von Bergamo, 961/93 bezeugt, † vor 10. Oktober 1010
      4. Odo (Oddone), † 19. Januar …., 996 Graf, Markgraf, schenkt das Priorat Pollenzo 992/998 dem Kloster Novalesa-Breme
        1. Arduin, 999/1014 bezeugt, Markgraf, 1001 mit Besitz in Montaldo nell'Astigiano
          1. Boso, wohl 1026 zu Castello di Susa, wohl Graf von Susa
          2. Wido, Markgraf wohl von Susa, wohl 1026 zu Castello di Susa, 1029 bezeugt, † vor 1040
            1. Odalrich, † nach 20. Oktober 1040, Markgraf, Markgraf von Romagnano; ⚭ Gräfin Julita, Tochter von Wido
              1. Beatrix, 1065 bezeugt; ⚭ Oberto, Graf von Vado, Markgraf von Liguria Occidentale, † 1061/65 (Aleramiden)
              2. Sohn, wohl Wido von Romagnano, 1082 bezeugt
                1. Sohn, wohl Ardizzone, Markgraf von Romagnano 1099/1100, † als Mönch
                2. Sohn, wohl Manfredo, Markgraf von Romagnano 1100 – die Nachkommen der beiden Brüder sind die Marchesi di Romagnano, Virle und Pollenzo

      5. Richilde (Yhilda), 987/89 bezeugt; ⚭ vor 987 Cunrad-Cona, Markgraf von Ivrea, 960/89 bezeugt (Haus Burgund-Ivrea)
      6.  ? Adam, 989/97 Erzbischof von Turin

  2. Arduin, mit seinem Bruder Roger aus Frankreich gekommen, Vasall Rodulf von Auriates